# Gymnothorax chlamydatus
Gymnothorax chlamydatus es una especie de pez de la familia de los morénidas en el orden de los Anguilliformes.

## Morfología
Los machos pueden llegar a alcanzar los 42 cm de longitud total

## Distribución geográfica
Se encuentran en las Islas Ryukyu, Indonesia, Filipinas y Taiwán.